# Kiyotaka Ishimaru
Kiyotaka Ishimaru (jap. 石丸 清隆, Ishimaru Kiyotaka; * 30. Oktober 1973 in der Präfektur Osaka) ist ein ehemaliger japanischer Fußballspieler und -trainer.

## Karriere

### Spieler
Ishimaru erlernte das Fußballspielen in der Universitätsmannschaft der Hannan-Universität. Seinen ersten Vertrag unterschrieb er 1996 bei Avispa Fukuoka. Der Verein spielte in der höchsten Liga des Landes, der J1 League. Für den Verein absolvierte er 120 Erstligaspiele. 2001 wechselte er zum Zweitligisten Kyoto Purple Sanga. 2001 wurde er mit dem Verein Meister der J2 League und stieg in die J1 League auf. 2002 gewann er mit dem Verein den Kaiserpokal. Am Ende der Saison 2003 stieg der Verein in die J2 League ab. Für den Verein absolvierte er 124 Spiele. 2005 wechselte er zum Drittligisten Ehime FC. 2005 wurde er mit dem Verein Meister der Japan Football League und stieg in die J2 League auf. Für den Verein absolvierte er 37 Spiele. Ende 2006 beendete er seine Karriere als Fußballspieler.

## Erfolge
Kyoto Purple Sanga
- Kaiserpokal: 2002